# Antoni Tàpies

Les quatre cròniques (1990).

Antoni Tàpies i Puigⓘ [ənˈtɔni ˈtapiəs], 1. markiz de Tàpies (ur. 13 grudnia 1923 w Barcelonie, zm. 6 lutego 2012 tamże) – kataloński malarz, rzeźbiarz i teoretyk sztuki. Mistrz sztuki Informel. Jeden z najbardziej znanych hiszpańskich artystów XX wieku.

## Życiorys
Syn adwokata Josepa Tàpies i Mestres oraz Marii Puig i Guerra pochodzącej z rodziny katalońskich polityków o narodowych poglądach. Wychowanek szkoły Col·legi Alemany de Barcelona. Od 1940 na skutek choroby gruźliczej przebywał przez dwa lata w sanatoriach, gdzie rozbudził w sobie zainteresowania literaturą i sztuką. Od 1943 r. przez trzy lata studiował prawo na Uniwersytecie Barcelońskim, po czym porzucił studia i zajął się malarstwem. W 1954 r. ożenił się z Teresą Barba i Fàbregas i miał z nią trójkę dzieci: Antoniego, Miquela i Clarę. Przez całe życie, z bardzo krótkimi przerwami, mieszkał w Barcelonie. 

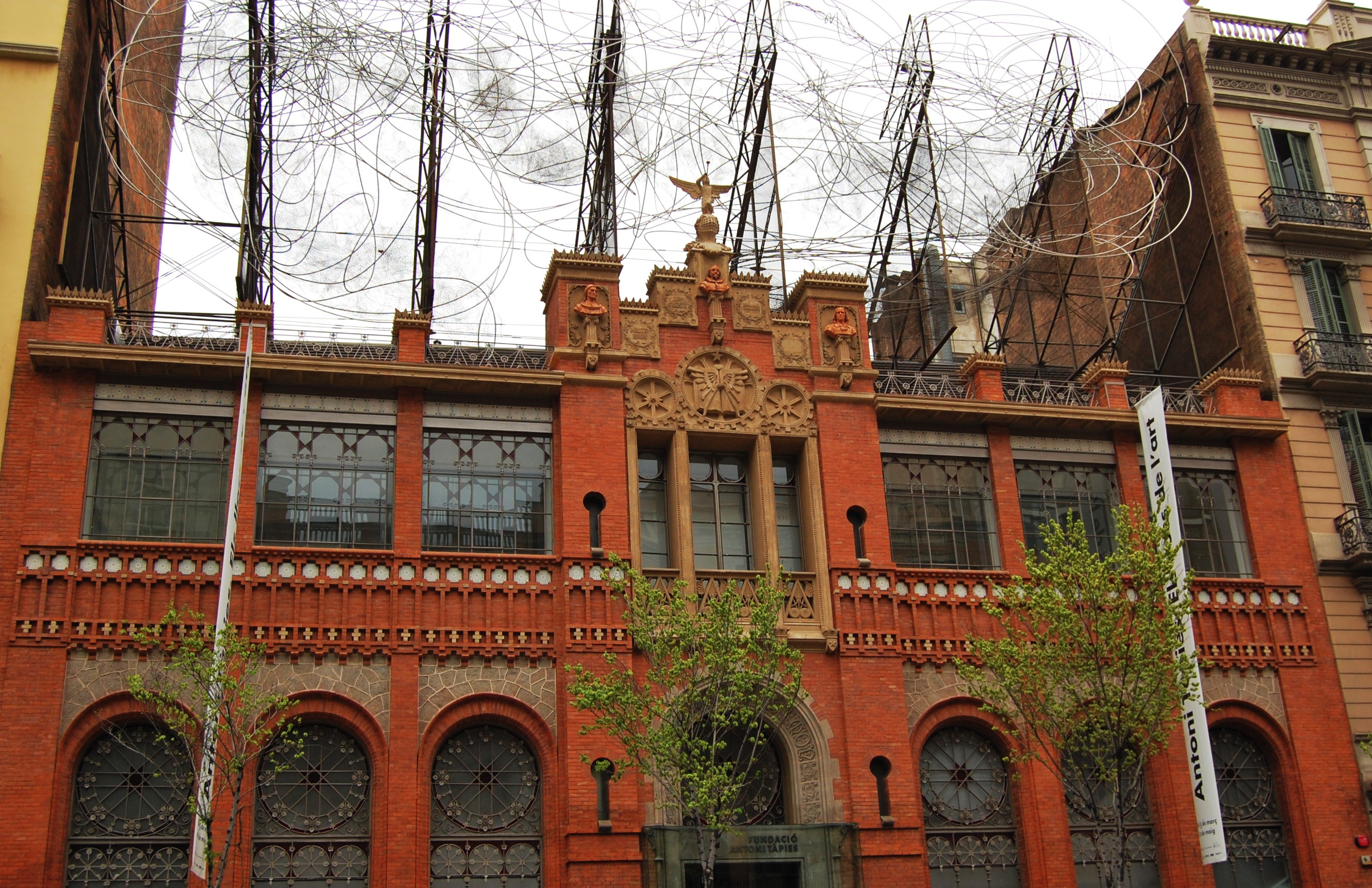
Fundacja im. Antoniego Tàpiesa. Budynek proj. Lluís Domènech i Montaner. Dach udekorowany rzeźbą Tàpiesa Chmura i krzesło (Núvol i cadira)

W 1984 r. powołał Fundację im. Antoniego Tàpiesa, aby promować sztukę współczesną. Fundacja posiada również funkcję muzeum, które zostało otwarte dla publiczności w 1990 r.

## Twórczość
Tàpies od samego początku swojej drogi artystycznej związał się z nowoczesnymi tendencjami w sztuce. Swoją pierwszą pracownię malarską założył w Barcelonie w 1946 r. W 1948 r. zadebiutował na pierwszym Salonie Październikowym (Salón de Octubre) w Barcelonie oraz współtworzył czasopismo i ruch Dau al Set, związany z surrealizmem i dadaizmem, którego liderem był poeta kataloński Joan Brossa. W roku 1949 wziął udział przeglądzie nowoczesnej sztuki katalońskiej organizowanej przez Instytut Francji w Barcelonie oraz w Salonie Jedenastu (Salón de los Once) w Madrycie. W 1950 r. zorganizował swoją pierwszą wystawę indywidualną w Barcelonie (Galeries Laietanes) i otrzymał stypendium Rządu Francuskiego na wyjazd do Paryża, gdzie poznał m.in. Picassa i wpływowego marchanda i krytyka sztuki Michela Tapié. W tym samym roku przedstawił swoje prace do nagrody Carnegie Institute w Pittsburghu. W 1952 r. reprezentował Hiszpanię na XXVI Biennale Sztuki w Wenecji. W 1953 r. miał pierwszą wystawę indywidualną w Stanach Zjednoczonych (Chicago i Nowy Jork) oraz został wyróżniony na II Biennale w São Paulo. W 1955 r. miał wystawę indywidualną w Sztokholmie, a w 1956 – w Paryżu. W 1957 r. został nagrodzony główną nagrodą podczas X Premio Internazionale per la Pittura de Lissone w Mediolanie. W 1958 r. został uhonorowany specjalną salą ekspozycyjną na XXIX Biennale w Wenecji oraz otrzymał prestiżowe nagrody Carnegie Institute i UNESCO. W 1960 r. uczestniczył w wystawie New Spanish Painting and Sculpture w MoMA w Nowym Jorku. W latach 60. miał już renomę jednego z najbardziej rozpoznawalnych artystów hiszpańskich. Oprócz wielu wystaw indywidualnych otrzymał wtedy także liczne nagrody, m.in.: Tokio (1960), Nowy Jork (1964), Mentona (1966). W latach 70. zaangażował się w walkę przeciwko frankizmowi, za co był krótko więziony. W latach 80. i 90. realizował liczne ekspozycje przekrojowe swojej twórczości na całym świecie.
Tàpies nie kształcił się w żadnej szkole artystycznej. Zaczynał jako malarz surrealista pod wpływem twórczości takich artystów jak Paul Klee i Joan Miró. Szybko jednak rozwinął własny styl, przechodząc od abstrakcji geometrycznej i sztuki Informel do nurtu, zapoczątkowanego po II wojnie światowej, jako efekt rewaloryzacji takich pojęć jak: materia, pył, cząstka, atom, a który sam artysta określał jako malarstwo materyczne (kat. pintura matèrica). Jako jeden z pierwszych artystów zaczął używać w swoich obrazach materiałów, które nie są potocznie uważane za media malarskie, m.in. skóry, papieru, marmurowego pyłu, a w późniejszym okresie, pod wpływem pop-artu, mebli, nie rezygnując przy tym z tradycyjnej formy obrazu. Eksperymentował z fakturą farby i płótna, a także wykorzystywał przedmioty codziennego użytku i na tak zakomponowanym tle umieszczał proste motywy, takie jak: krzyże lub krzyżyki, litery, numery i figury geometryczne, przez co nadawał swoim obrazom wymiar symboliczny bądź metafizyczny. Centralną ideą jego dzieł była rehabilitacja materiałów, przedmiotów bądź pojęć, którymi powszechnie się gardzi, bądź są uznawane jest za nieważne czy niedoskonałe. Często uciekał się do szokowania publiczności prostotą środków wyrazu. W późniejszym okresie tworzył emblematyczne i nietypowe rzeźby przedstawiające przedmioty codziennego użytku. Jednym z najbardziej kontrowersyjnych jest projekt 18-metrowej Skarpety (Mitjó) z dziurą na pięcie, który w 1990 r. miał ozdobić Narodowe Muzeum Sztuki Katalonii (MNAC). Jednakże w wyniku protestów publiczności, a także władz, projekt został zawieszony i musiał czekać na prezentację, tym razem w Fundacji im. Antoniego Tàpiesa, aż do 2010 r.
Prace Antoniego Tàpiesa są eksponowane w najważniejszych muzeach sztuki współczesnej na świecie. Oprócz tytułu doktora honoris causa na różnych uniwersytetach był nagradzany licznymi nagrodami i odznaczeniami, m.in.: w 1981 Nagrodą Fundacji Wolf w dziedzinie Sztuki; w 1983 złotym medalem za zasługi nadanym przez władze katalońskie; w 1990 Nagrodą Księcia Asturii w dziedzinie Sztuki; w 1993 Medalem Picassa nadanym przez UNESCO; w 2003 Nagrodą im. Velazqueza w dziedzinie Sztuk Plastycznych. 9 kwietnia 2010 w uznaniu zasług król Hiszpanii Juan Carlos I nadał mu tytuł szlachecki 1. markiza de Tàpies.